# Gheorghe Achiței
Gheorghe Achiței (n. 14 februarie 1931, Cășăria, comuna Dobreni, județul Neamț) este un eseist, estetician și teoretician român. Decedat la București, în 2011.
A urmat liceul la Arad, până în 1951, apoi Școala de Literatură și Critică Literară „Mihai Eminescu”, absolvită în 1954, și Facultatea de Filologie a Universității din București (1954-1959). Și-a luat doctoratul în filologie la Moscova, devenind profesor de estetică la Institutul de Arte Plastice „Nicolae Grigorescu” din București, unde a fost rector între 1970 și 1976.
A debutat în ziarul „Flacăra roșie” din Arad în 1951.  A fost redactor la „Contemporanul”, „Tânărul scriitor”, redactor-șef adjunct la „Luceafărul” (1965-1968) și redactor-șef la „Amfiteatru” (1969-1974). A mai publicat în „Lupta de clasă”, „Era socialistă”, „Revista de filozofie”, „Viața Românească”, „Gazeta literară” etc. Publică, din necesități didactice, broșurile „Problema categoriilor estetice” și „Frumosul și valoarea estetică” (1968), dar abia cărțile următoare, „Ce se va întâmpla mâine?” (1972) și „Artă și speranță” (1974) îl consacră. Capitolul „Expansiunea contemporană a esteticului”, din tratatul de „Estetică” (1983), împreună cu „Considerațiuni estetice”, din vol. colectiv „Audiovizual și diaporama” (1983), se vor regăsi dezvoltate amplu în „Frumosul dincolo de artă” (1988). Studiile și cărțile lui au contribuit la instituirea unui climat de deschidere în estetica românească postbelică.

## Distincții
A fost distins cu Ordinul Steaua Republicii Socialiste România clasa a IV-a (1971) „pentru merite deosebite în opera de construire a socialismului, cu prilejul aniversării a 50 de ani de la constituirea Partidului Comunist Român”.

## Opera
- „Problema categoriilor estetice”, București, 1968
- „Frumosul și valoarea estetică”, București, 1968
- „Ce se va întâmpla mâine?”, București, 1972
- „Artă și speranță”, București, 1974
- „Audiovizual și diaporama” (în colaborare), coordonator Eugen Iarovici, București, 1983
- „Frumosul dincolo de artă”, București, 1988.

## Legături externe
- Un estetician sub vremuri – Gheorghe Achiței Arhivat în 4 martie 2016, la Wayback Machine. Publicat: România literară, Autor: Nicolae Scurtu